# روستا (ایالات متحده آمریکا)

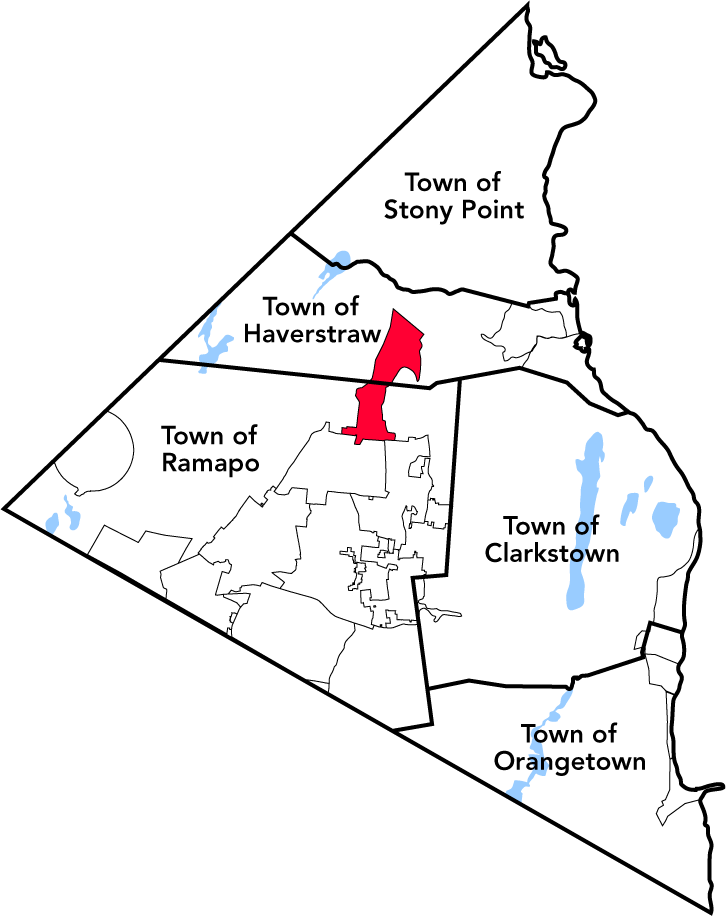
روستایی در ایالات متحده آمریکا

در ایالات متحده آمریکا معنای روستا (انگلیسی: Village) بر حسب منطقه‌ی جغرافیایی و قوانین آن منطقه متفاوت است. در بسیاری از مناطق، روستا یک واژه‌ی گاهی غیررسمی برای نوعی از تقسیمات کشوری در مرتبه‌ی محلی است. از آنجایی که متمم دهم قانون اساسی ایالات متحده آمریکا اجازه‌ی قانون‌گذاری توسط دولت فدرال ایالات متحده برای ایالت‌ها را نمی‌دهد، ایالت‌ها آزادند تا سطوح اداری معادل روستا داشته باشند و یا آن را به شیوه‌های گوناگون تعریف کنند. معمولاً یک «روستا» نوعی شهرداری است، اما می‌تواند معانی دیگر مانند یک محدوده ثبت‌نشده نیز داشته باشد و یا به طور رسمی شناخته شده یا نشود.

## معنای رسمی واژه
این واژه در ایالت‌های مختلف معانی مختلف دارد.

### آیداهو
در آیداهو تمامی شهرداری‌ها (municipalities)، شهر خوانده می‌شوند.